# نینا ویدال
نینا ویدال (انگلیسی: Nina Vidal؛ زادهٔ) یک موسیقی‌دان اهل ایالات متحده آمریکا است. وی از سال ۲۰۰۴ میلادی تاکنون مشغول فعالیت بوده‌است.